# Isosporia
Per Isosporia si intende il possesso da parte di un organismo (di solito una pianta) di spore uguali morfologicamente e spesso anche fisiologicamente, cioè non divise tra spore maschili e femminili. Quindi, in genere, le isospore germinano in piante gametofitiche tutte uguali che producono sia gameti femminili che gameti maschili (sono cioè omotalliche).
Può succedere, tuttavia, che in risposta a particolari condizioni ambientali o segnali ormonali, una isospora acquisti carattere fisiologico maschile o femminile, e germini quindi in un gametofito eterotallico maschile o femminile, cioè che produce solo anteridi oppure solo archegoni.
Le piante terrestri più primitive (Briofite e, in parte, Pterofite) sono isosporee, così come alcune Licofite (ad esempio il Licopodium). Alcune Pterofite e alcune Licofite (ad esempio le Selaginellales e le Isoetales) e tutte le Spermatofite, sono invece, eterosporee.